# Baianidade Nagô
Baianidade Nagô é uma canção de axé music composta por Evandro Rodrigues, gravada originalmente pela Banda Mel em 1991 no álbum Negra.
A canção, que conquistou o Troféu Dodô e Osmar como a melhor música do Carnaval de 92, já foi regravada por vários músicos, como Ivete Sangalo, Daniela Mercury, Netinho, Ricardo Chaves, Thiago Yyoo e Orquestra Popular da Bahia.
Em 25/02/2014, a música figurava na 47ª posição entre as 100 músicas mais vendidas no iTunes do Brasil.
Em fevereiro de 2025, a canção venceu o "troféu Bahia Folia Especial" de melhor música dos 40 anos de axé music.

## Regravações
| Ano  | Artista(s)/Banda              | Álbum                                                                           | Observações                                                                                 | Ref.   |
| ---- | ----------------------------- | ------------------------------------------------------------------------------- | ------------------------------------------------------------------------------------------- | ------ |
| 1991 | Banda Mel                     | Negra                                                                           |                                                                                             | [ 2 ]  |
| 1994 | Dodô da Bahia                 | Aquarela das Raças                                                              |                                                                                             | [ 8 ]  |
| 1998 | Banda Beijo                   | Banda Beijo Ao Vivo                                                             |                                                                                             | [ 8 ]  |
| 1999 | Bamdamel                      | Bamdamel Ao Vivo II                                                             |                                                                                             | [ 8 ]  |
| 2003 | Gilmelândia                   | Gilmelândia ao Vivo                                                             |                                                                                             | [ 8 ]  |
| 2005 | Daniela Mercury               | Baile Barroco - Daniela Mercury Ao Vivo no Carnaval da Bahia                    |                                                                                             | [ 8 ]  |
| 2006 | Daniela Mercury               | Balé Mulato: Ao Vivo                                                            |                                                                                             | [ 8 ]  |
| 2006 | Patrícia Costa                | Acústico Bahia                                                                  |                                                                                             | [ 8 ]  |
| 2018 | Anavitória                    | Anavitória Canta para Foliões de Bloco, Foliões de Avenida e Não Foliões Também |                                                                                             | [ 9 ]  |
| 2018 | Maria Gadú (part. Mel Lisboa) | -                                                                               | - Lançada como single (não adicionada a nenhum álbum) - Trilha-sonora da novela Segundo Sol | [ 10 ] |
| 2019 | Silva                         | Bloco do Silva Ao Vivo                                                          |                                                                                             | [ 8 ]  |
| 2021 | Márcia Castro                 | Axé                                                                             |                                                                                             | [ 2 ]  |

## Na Cultura Popular
- A música ganhou uma versão da torcida do Vasco da Gama, que passou a cantá-la nos jogos do clube.[11]

### Trilhas-sonoras
- A versão de Maria Gadú está presente na Trilha-sonora da novela Segundo Sol[12]
- A versão interpretada por Ivete Sangalo está presente na trilha-sonora do documentário Axé – Canto do Povo de um Lugar[13]

## Prêmios e Indicações
| Ano  | Prêmio                      | Indicação                              | Resultado | Ref.  |
| ---- | --------------------------- | -------------------------------------- | --------- | ----- |
| 1992 | Troféu Dodô e Osmar         | Melhor música do Carnaval de 1992      | Venceu    | [ 3 ] |
| 2025 | Troféu Bahia Folia Especial | Melhor música dos 40 anos de axé music | Venceu    | [ 6 ] |